# Akaroa
Akaroa è un comune della Nuova Zelanda, situato nell'isola del Sud, nella regione di Canterbury. In particolare la località è localizzata nella penisola di Banks.